# Amuzia
Amuzia e българска траш метъл група основана във Вършец през 1994 година.

## Състав
- Николай Венков – бас (1994 – 2004)
- Милен Венков – барабани (1994 – 2004)
- Джеймс Костов – вокали и китара (1994 – 2004)
- Людмил Кирилов – китара (2000 – 2004)
- Иван Савчев – клавиши (2000 – 2004)
- Калин Вутов – китара (2000 – 2004)
- Георги Ангелов – вокали (1998)

## Дискография

### Албуми
- 1996: Лабиринти в разума